# Schutzzeichen
Schutzzeichen sind Symbole, die in bewaffneten Konflikten unter dem Schutz des humanitären Völkerrechts stehende Personen und Objekte kennzeichnen. Es sind bewusst einfach gehaltene Zeichen, die ohne Zusätze weithin erkennbar sind, und im Bedarfsfall auch improvisiert hergestellt werden können. Ihre Verwendung als Schutzzeichen ist auf bewaffnete Konflikte beschränkt. Sie dürfen nur von bestimmten Organisationen oder Personengruppen für ihr Personal, ihre Gebäude und Fahrzeuge sowie ihre sonstige Ausstattung, und zur Kennzeichnung von festgelegten Einrichtungen verwendet werden. Es besteht in den meisten Fällen eine Verpflichtung, zutreffende Schutzzeichen zu führen beziehungsweise anzubringen, in einigen Fällen ist ihre Verwendung freigestellt.
Jede nicht dem vorgesehenen Zweck entsprechende Verwendung von Schutzzeichen ist ein Verstoß gegen das humanitäre Völkerrecht und steht in allen Vertragsstaaten der entsprechenden Abkommen unter Strafe. Ein Missbrauch mit dem Ziel, den Gegner zu töten, zu verwunden oder gefangen zu nehmen, gilt als Perfidie und stellt ein Kriegsverbrechen dar.

## Liste wichtiger Schutzzeichen
Zu den Schutzzeichen gehören unter anderem 
- das Rote Kreuz[1] und die ihm gleichgestellten Zeichen des Roten Halbmondes[1], des Roten Löwen mit roter Sonne[1] und des umgangssprachlich als „Roter Kristall“ bezeichneten Zeichens des dritten Zusatzprotokolls[2] zur Kennzeichnung der nach den vier Genfer Konventionen und ihren Zusatzprotokollen geschützten Personen und Einrichtungen (nicht aber der Rote Davidstern, siehe auch Magen David Adom)

Rotes Kreuz
Roter Halbmond
Roter Löwe mit roter Sonne
Zeichen des dritten Zusatzprotokolls („Roter Kristall“)

- das blaue Dreieck auf orangefarbenem Grund als internationales Schutzzeichen des Zivilschutzes[3] zur Kennzeichnung der Angehörigen und Einrichtungen von Zivilschutzorganisationen

Zivilschutzzeichen

- die Buchstaben „PG“ (als Abkürzung des französischen Begriffs Prisonnier de guerre) oder „PW“ (als Abkürzung des englischen Begriffs Prisoner of war) zur Kennzeichnung eines Kriegsgefangenenlagers[4] sowie die Buchstaben „IC“ (als Abkürzung des englischen Begriffs Internment camp) zur Kennzeichnung eines Zivilinterniertenlagers[5]
- ein roter Schrägbalken auf weißem Grund zur Kennzeichnung von Sanitäts- und Sicherheitszonen[6]

Zeichen für Sanitäts- und Sicherheitszonen

- die weiße Parlamentärsflagge[7] zur Kennzeichnung von Unterhändlern sowie als Zeichen der Kapitulation und des Verzichts auf Gegenwehr

Parlamentärsflagge („Weiße Flagge“)

- das Emblem der Vereinten Nationen sowie die Buchstaben „UN“[8] zur Kennzeichnung von Angehörigen von Friedensmissionen der Vereinten Nationen

Emblem der Vereinten Nationen

- das Kennzeichen des Roerich-Pakts für künstlerische und wissenschaftliche Einrichtungen und geschichtliche Denkmäler[9]

Kennzeichen des Roerich-Pakts für Denkmäler und kulturelle Einrichtungen

- das Kennzeichen für Kulturgut[10] und das Kennzeichen für Kulturgut unter Sonderschutz[10] zur Kennzeichnung von Gebäuden oder anderen unbeweglichen Einrichtungen mit kultureller Bedeutung entsprechend der Haager Konvention zum Schutz von Kulturgut bei bewaffneten Konflikten

Kennzeichen für Kulturgut
Kennzeichen für Kulturgut unter Sonderschutz

- das Kennzeichen für „Anlagen und Einrichtungen, die gefährliche Kräfte enthalten“,[11] bestehend aus drei in einer Linie angeordneten orangefarbenen Kreisen, zur Markierung von Staudämmen, Deichen, Kernkraftwerken und vergleichbaren Anlagen.

Kennzeichen für Staudämme, Deiche und Kernkraftwerke

Das Kennzeichen des Roerich-Pakts wurde durch den blau-weißen Schild der Haager Konvention zum Schutz von Kulturgut bei bewaffneten Konflikten ersetzt. 
Das Zeichen des Roten Löwen mit roter Sonne wurde durch den Iran von 1924 bis 1980 verwendet. Seitdem nutzt das Land stattdessen den Roten Halbmond, hat sich jedoch explizit das Recht vorbehalten, den Roten Löwen mit roter Sonne erneut zu verwenden. Aus diesem Grund ist dieses Symbol weiterhin ein gültiges und den anderen Symbolen der Genfer Konventionen gleichgestelltes Schutzzeichen.